# Walter Emanuel Jones

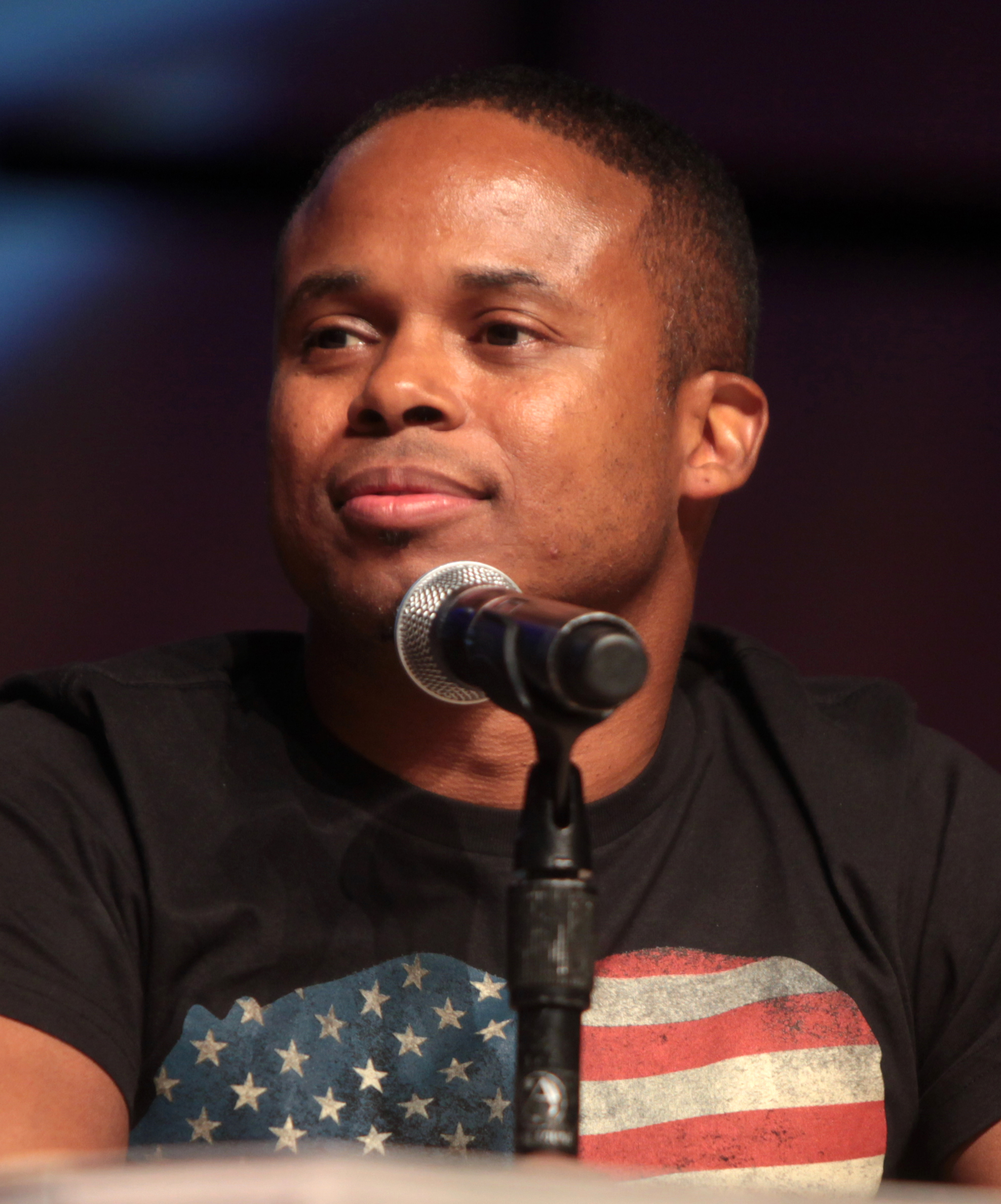
Walter Emanuel Jones (2014)

Walter Emanuel Jones (* 30. November 1970 in Detroit, Michigan) ist ein US-amerikanischer Schauspieler.

## Karriere
Zu Beginn seiner Schauspielkarriere hatte Jones Komparsen-Auftritte in Beverly Hills, 90210, Weiße Jungs bringen’s nicht und Malcolm X.  Einen Hype erlebte er mit der Fernsehserie Mighty Morphin Power Rangers, in der er die Hauptrolle des Zack Taylor alias der Schwarze Power Ranger spielte. Diese Rolle verkörperte Jones in 82 Episoden von 1993 bis 1994 und in der letzten Episode der Serie 1999. Während dieser Zeit hatte er u. a. Gastauftritte in Eine starke Familie und Alle unter einem Dach. Nach seinem Ausstieg bei Power Rangers erhielt er weitere Hauptrollen in Fernsehserien wie Malibu Beach die nach einer Staffel oder Space Cases die auf Nickelodeon ausgestrahlt und nach 26 Episoden eingestellt wurde.
Anschließend wirkte Jones in Fernsehfilmen wie Blumen des Bösens, Soulskater – Vier Freunde auf Rollen sowie Meuterei in Port Chicago mit.
Im Kurzfilm The Order von 2016 hat er neben weiteren ehemaligen Darstellern, die als Power Ranger zu sehen waren, mitgewirkt. Ein Trailer zum Film wurde am 22. Mai 2016 auf YouTube veröffentlicht. Neben Jones waren noch Catherine Sutherland (2. Pinker Ranger), David Yost (Blauer Ranger), Steve Cardenas (2. Roter Ranger), Austin St. John (1. Roter Ranger), Karan Ashley (2. Gelber Ranger) und Paul Schrier (Bulk) zu sehen.
Im Film Mighty Morphin Power Rangers: Once & Always nahm er seine Rolle als Schwarzer Ranger wieder auf. Der Film wurde im April 2023 bei Netflix veröffentlicht.

## Filmografie (Auswahl)
- 1993–1994;1999 Mighty Morphin Power Rangers (Fernsehserie, 82 Episoden)
- 1995: Eine starke Familie (Step by Step, Fernsehserie, Episode 4x17 Der Haustyrann)
- 1995: Alle unter einem Dach (Familiy Matters, Fernsehserie, Episode 7x04 Lehrers Liebling)
- 1996: Malibu Beach (Malibu Shores, Fernsehserie, zehn Episoden)
- 1996–1997: Space Cases (Fernsehserie, 27 Episoden)
- 1998: Blumen des Bösens (The Gardener)
- 1998: Soulskater – Vier Freunde auf Rollen
- 1999: Meuterei in Port Chicago (Fernsehfilm)
- 1999: Ein schrecklich nettes Haus (In The House, Fernsehserie, Episode 5x04 Cornbread, Marion and Me)
- 1999: Buffy – Im Bann der Dämonen (Buffy, Fernsehserie, Episode 4x04 Dämon der Angst)
- 2000: New York Cops – NYPD Blue (NYPD Blue, Fernsehserie, Episode 7x06 Bobbys Ring)
- 2002: CSI: Vegas (CSI: Crime Scene Investigation, Fernsehserie, Episode 3x01 Rache ist süß)
- 2002: Move (Kurzfilm)
- 2002–2003: The Shield – Gesetz der Gewalt (The Shield, Fernsehserie, drei Episoden)
- 2005: House of the Dead II
- 2011: Prime Suspect (Fernsehserie, Episode 1x11 Mosaik des Verbrechens)
- 2012: Pair of Kings – Die Königsbrüder (Pair of Kings, Fernsehserie, Episode 2x19 Wettkampf der Dichter)
- 2016: Popstar: Never Stop Never Stopping
- 2016: The Order (Kurzfilm)
- 2023: Mighty Morphin Power Rangers: Once & Always